# Aztékok

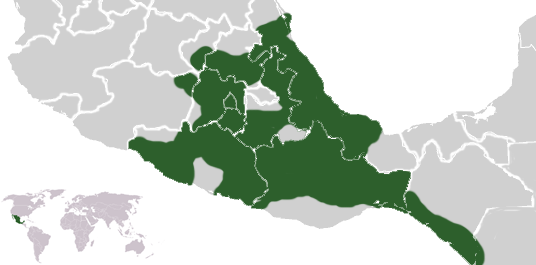
Az Azték Birodalom elhelyezkedése

Az aztékok mezoamerikai indiánok, akik a mai Mexikó középső és déli részén az amerikai kontinens egyik legkiterjedtebb bennszülött civilizációját hozták létre a 14–15. században, a Mexikói-öböl és a Csendes-óceán között. Birodalmukat katonai hatalomra alapították. Magukat mexikáknak nevezték, a legenda egyik változata szerint Vitzilopocstli, a törzs főistenének, és egyúttal a harcosok patrónusának utasítására. Az "azték" név a monda szerinti előző hazájukra, Aztlánra utal. 
Fővárosukat, Tenocstitlant, a mai Mexikóváros elődjét szigeteken építették fel. Ebből a hatalmas és szervezett városból kiindulva főként déli és keleti irányban hódítottak területeket. Vallási-társadalmi berendezkedésüket, társadalmuk törvényi alapjait a korábban itt élt olmékoktól, és a későbbi, harcosabb szellemű toltékoktól örökölték, illetve vették át.
Az aztékok leszármazottjai a mai napig élnek Mexikóban, számuk 1,5-2 millió körül mozog. Hagyományaik jelentősen eltérnek őseik kultúrájától. A mai aztékok a navatl nyelvet beszélik, amely több elkülönülő változatra oszlik.

## A Birodalom kialakulása

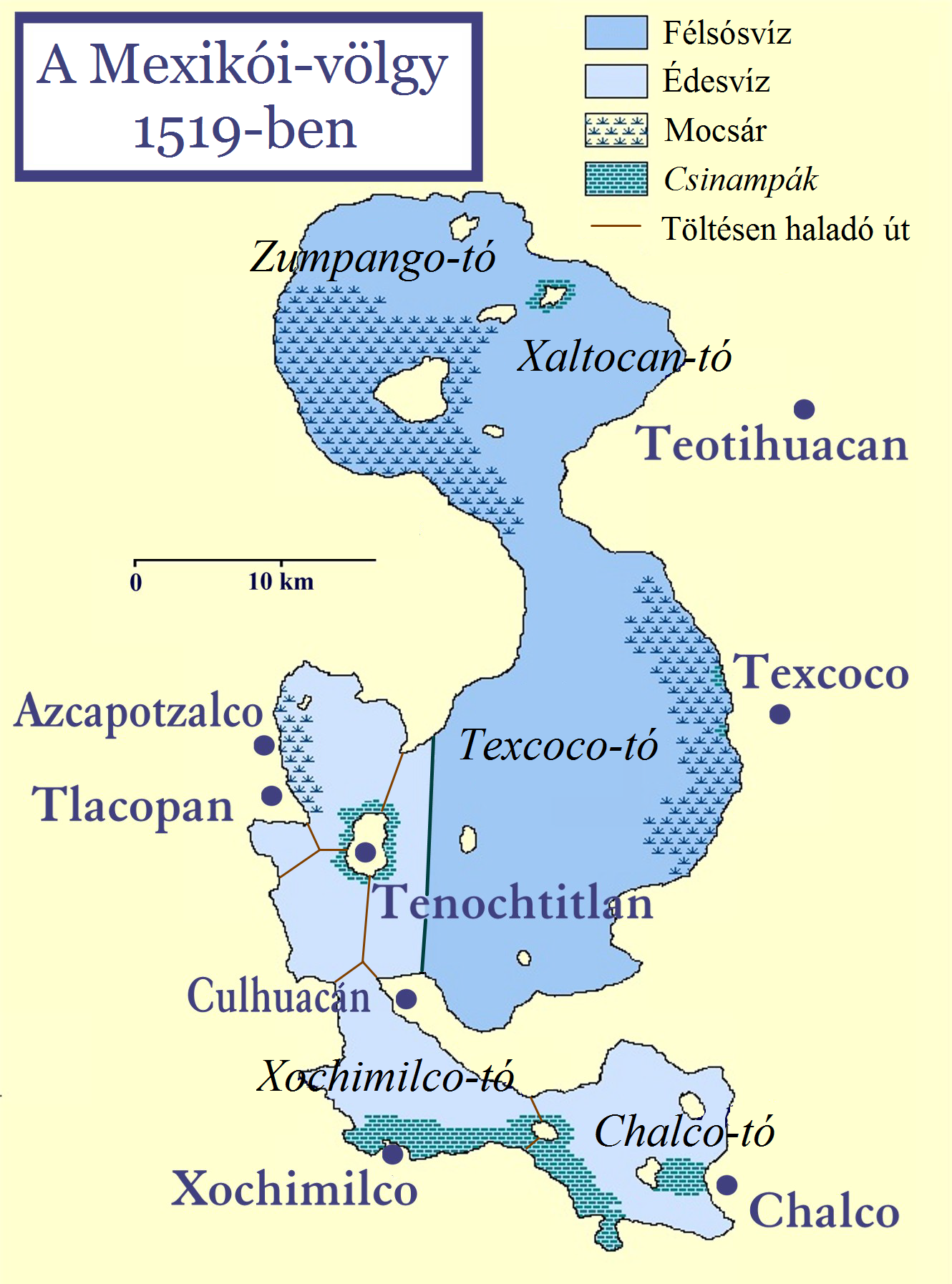
A Mexikói-medence és Tenocstitlán a spanyol hódítás idején

A 2–12. században vadász- és gyűjtögető nomád
népekkel (összefoglaló nevükön a csicsimékekkel) éltek együtt Mexikó északi fennsíkjain, majd dél felé húzódtak. Itt ütköztek össze a toltékokkal, egy hozzájuk hasonlóan agresszív törzzsel (fővárosuk a Mexikóvárostól északra fekvő Tula volt). Idővel az aztékok sikeresen leigázták őket, és átvették katonai szervezetrendszerüket. A 13. században nyomultak be a Mexikói-felföldre, és alig száz év leforgása alatt uralmuk kiterjedt a mai Guatemala határáig.
1300 előtt alapították első fővárosukat, a dombos vidéken fekvő Csapultepeket (jelentése: A szöcskék dombja). Később a Texcoco-tó nyugati partján telepedtek le. A 14. század elején visszavonultak a tó jól védhető szigeteire, és ott alapították meg 1325-ben Tenocstitlánt, ahol ma Mexikó fővárosa fekszik. Katonaállamuk részben más városokkal kötött szövetségben, részben folytonos és igen agresszív hódításokkal számottevő birodalommá nőtt, amelynek lényeges bevételi forrása a leigázott népektől szedett sarc volt.
1376-ban választották meg első uralkodójukat, Akamapicstlit (uralkodása: 1376–1395).
1428-ban megalakították Tenocstitlán, Teskoko és Tlakopán városállamok katonai szövetségét, amiben a vezető szerepet Tenocstitlán vívta ki. Ezzel megalapították az Azték Birodalmat, amely 1521-ig állt fenn. Legnagyobb területét az 1502-ben hatalomra került II. Moctezuma király idején érte el: határait két óceán mosta, lakóinak száma elérte a 2 millió főt.
Az azték császárok:
- Acamapichtli azték uralkodó (1376–1395)
- Huitzilíhuitl, Acamapicstli fia (1395–1416)
- Csimalpopoka, Huitzilíhuitl fia, Akamapicstli unokája (1416–1427)
- Itzcóatl, Akamapicstli fia (1427–1440)
- I. Moktezuma, Huitzilíhuitl unokája (Ilvikamina fia, 1440–1469)
- Asajakatl, Itzkoatl unokája (1469–1483)
- Tízoc, Asajakatl öccse (1483–1486)
- Ahuízotl, Asajakatl öccse (1486–1502)
- II. Moktezuma, Sokojotzin (Asajakatl fia, (1502–1520)
- Kvitlávac, II. Moktezuma öccse, (1520)
- Kvauhtémok, Avitzotl fia, trónfosztva, †1525

## Társadalom
A 15–16. századra az aztékok egy hatalmas, despotikus államot hoztak létre, jelentős katonai erővel. A mai Közép-Mexikó szinte minden népét leigázták, így végül 4-5000 kisebb adófizető állam fölött uralkodtak. Ezeket ők látták el nyersanyaggal és különböző árucikkekkel. A harc lételemük volt. Minden felnőtt férfi számára kötelező volt a hadba vonulás, a fiúgyermekeket pedig már ötéves koruktól katonai iskolákban nevelték.
A városok vezetői és a felsőbb réteg tágas és igényesen berendezett házakban éltek, a közemberek szorosan egymás mellé épített, magas falakkal elválasztott lakásokban. A lakosztályok között keskeny utcák és átjárók voltak.
Gyakran hadjáratot indítottak, ha nem volt elég feláldozni való fogoly vagy rabszolga, és nagy ünnep közeledett. A háborút egyébként szent dolognak tartották. Még a hadüzenetet vivő futárok is előjoggal bírtak: mindaddig nem bánthatta senki őket, amíg főutakon közlekedtek, a nagyvárosokban pedig lakoma és pihenőhely várta őket.
Társadalmuknak négy rétege volt:

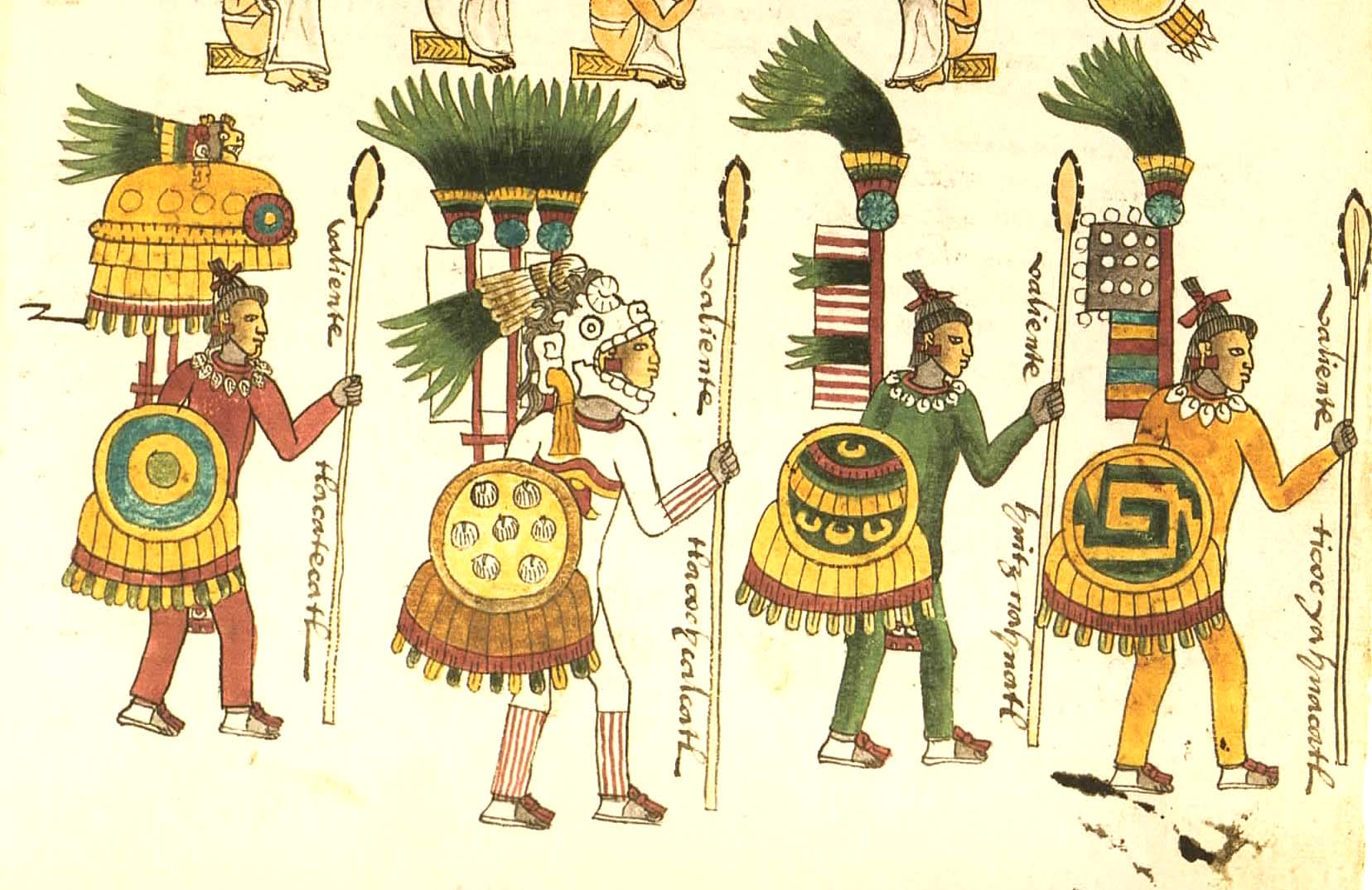
Azték harcosok

- a harcosok osztálya, élén az uralkodóval;
- a papok;
- a köznép: földművesek, kézművesek, művészek, kereskedők.
- a legalsóbb ranglétrán a háborúk foglyai, a rabszolgák álltak.

A papok igen magas pozíciót töltöttek be az azték társadalmi rendszerben, de elvárták tőlük a szűzies, tiszta életmódot és azt, hogy folyamatosan sanyargassák testüket. Ők állapították meg áldozati rítusok és nagyobb vállalkozások szerencsés időpontjait: mikor lesznek a legkegyesebbek az istenek, mikor ajánlatos háborúba indulni, mikor valószínű a kudarc. Nemcsak csillagjóslással foglalkoztak; ők voltak az írástudók, a tudomány művelői is. A városok élén hadvezérek és papok álltak, közülük a tenocstitláni volt a legtekintélyesebb. A birodalom gyors területi gyarapodása azonban ingatagnak bizonyult: a mindennapos lázadások, adómegtagadások és a büntető hadjáratok lassan aláásták az aztékok hatalmát. Végső fokon ez volt a spanyolok gyors sikerének döntő oka.

## Gazdaság
Amikor nem háborúztak, szorgalmas földművelő életet éltek. Mint kiváló mezőgazdászok, öntöztek, mocsarakat csapoltak le. A Teskoko-tó körül teraszosan kialakított földeken kukoricát, zöldségfélét és gyapotot termesztettek; tőlük „örökölte” a világ a pulykát, de ők maguk megették a kutyahúst is. Hogy növeljék az élelmiszerellátást, a tavak vizeiben úszó kerteket (csinampákat) építettek. Ezt a földművelési módszert ma is alkalmazzák Xochimilco körül, Mexikóváros közelében, de ma már főképpen csak virágtermesztésre.
Az Azték Birodalomban beszélt navatl nyelvből származik például a „tomato” (paradicsom) és az „avokádó” szó is. Az aztékok az elsők között fedezték fel, hogy a kakaóbabból finom italt lehet készíteni „chili” (mexikói erőspaprika) és vanília hozzáadásával. A vallási rítusaikhoz szükséges dohánnyal is kereskedtek. Váltópénzként az arannyal töltött madártollat és a kakaóbabot használták. Beszerzői útjaik során a kereskedők fontos hírszerzői feladatot is végeztek.

## Vallás

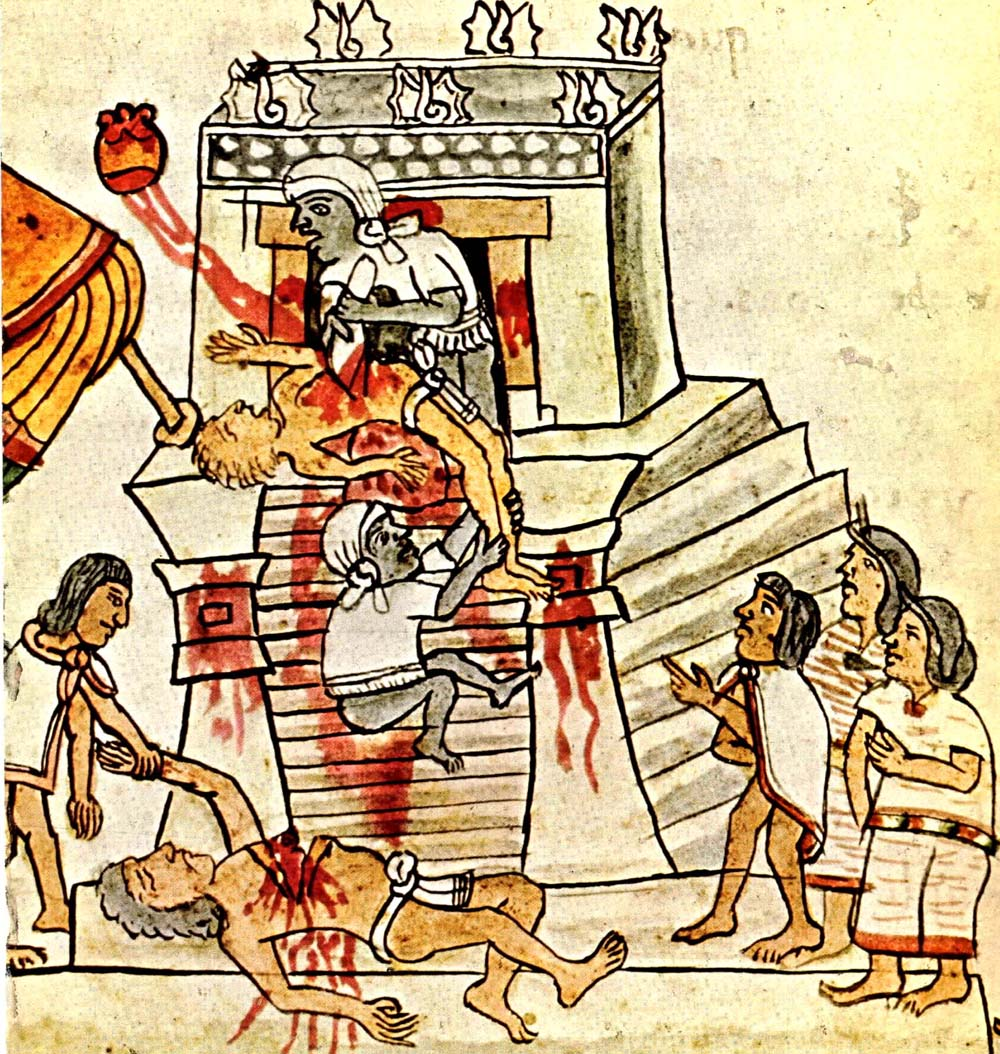
Az emberáldozat a Magliabechiano azték kódexben ábrázolva

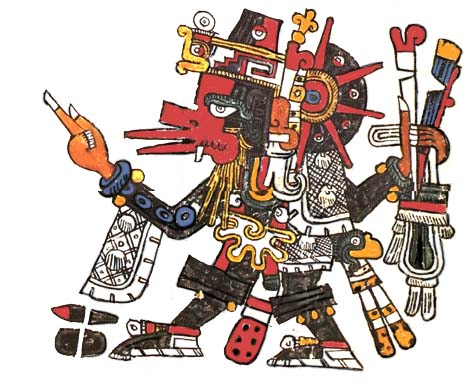
Ketzalkoatl, levegő és teremtő isten emberi formájában, a Borgia kódexből

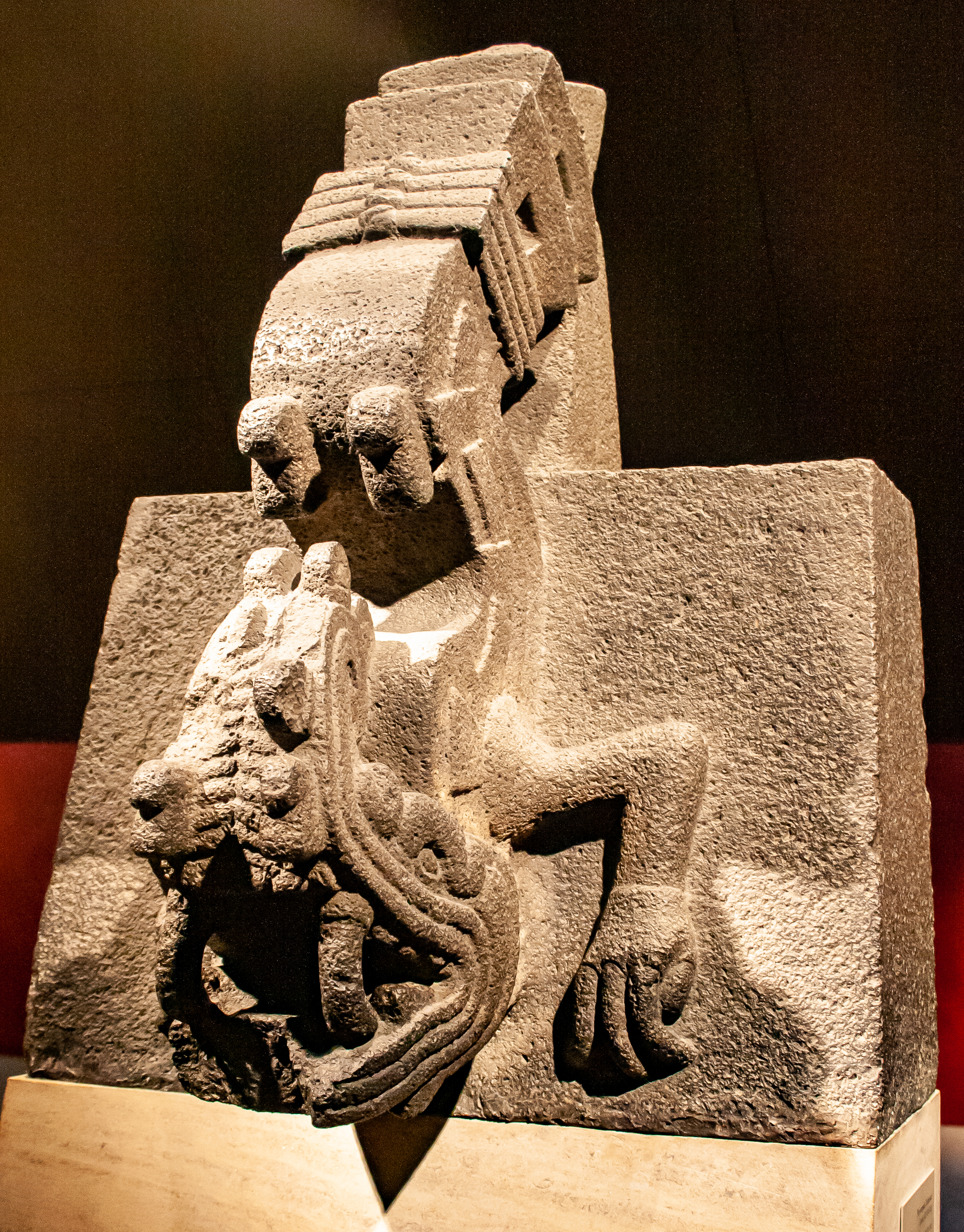
Xiuhcoatl, a Tűzkígyó lecsapó villám formájában; bazaltszobor a British Museumban

Az Azték Birodalom lakóinak kultikus életében, vallásában mindig is központi helyet foglalt el a véráldozat. A vérnek misztikus őserőt tulajdonítottak: úgy hitték, a vér működteti az egész mindenséget, ez az az életnedv ami erőt ad a létezésnek.
Az 52-es szám igen különleges volt számukra, hisz a naptárukban is 52 éves ciklusok szerepeltek, a birodalmuk bukását is egy 52-es évre jósolták.
Az aztékoknak rengeteg istenük és istennőjük volt, akiket mind egy vagy több tevékenységhez, illetve természeti jelenséghez kapcsoltak. Hitük szerint a bőséges termés, a katonai siker, az egyéni boldogulás, egyszóval életük minden elképzelhető eleme egy-egy megfelelő isten kegyétől függött. Társadalmi fejlődésük során isteneik panteonja egyre gyarapodott: mivel gyakran a meghódított területek vallási kultuszait is beolvasztották a magukéba, számos isten szinte ugyanazt a feladatot látta el. Az istenek szövevényes viszonyban álltak egymással az általuk patronált jelenségek, "felügyelt" dolgok, vagy rokonság alapján. Sok isten a földművelés valamilyen ágának felelőse, védelmezője volt, mivel ez volt az aztékok megélhetésének alapja.
Legfőbb istenük Nezavalkojotl, a láthatatlan, teremtő isten volt, akit csak a legnagyobb szükségben szólítottak meg. Az égatyát és éganyát Tonakatekutlinak és Tonakaivatlnak, vagy (Omelekutlinak és Omekivatlnak is) nevezték. Kettejük fia az emberiség teremtője, Ketzalkóatl, aki jelentős kultusszal bírt. Ketzalkóatl a tolték törzsek régi, hosszú orrú istenét (az éjszakai égbolt megszemélyesítőjét), a maják, illetve a kicse-maják (Popol Vuh) Kukulkán vagy Kukumatz néven ismerték. 
Tenocstitlán lakóinak legfőbb hadi istene Vitzilopocstli volt, de egyben napisten, és a hajnalcsillag és minden déli csillag képviselője is. Ő volt az, aki legyőzte nővérét a holdistennőt, és megalapította a véres emberáldozatokat. Vitzilopocstlinak volt a legnagyobb kultusza az aztékok között. Tezkatlipoka, a féllábú isten (akinek a másik lábát az alvilág becsapódó ajtaja vágta le, amikor mint a lemenő nap istene az alvilágba szállt), a nava törzsek mindenható istene volt. Tezkatlipoka sok mindent képviselt: a jutalmazást, a büntetést, az északot és az éjszakát, a halált, a hideget, a háborút, az ünnepeket és a tivornyákat, de az örök ifjúságot is. Neve a négy égtájhoz kapcsolódott: észak volt a fekete Tezkatlipoka; kelet a fehér Tezkatlipoka (ellenfele Ketzalkóatl); nyugat a vörös Tezkatlipoka (Sipe, a termékenységisten); dél a kék Tezkatlipoka (Vitzilopocstli, a háború istene). Ketzalkóatl viszonyát Tezkatlipokához kettőjük csillagtermészete is meghatározta: Tezkatlipokához a Nagy-Göncöl volt hozzárendelve, Ketzalkoatlhoz a Skorpió állatövi jegye. Ketten egyszerre azonban soha nem voltak az égen, csak felváltva.
Tlalok eső- és mennydörgés-isten valószínűleg már Teotivakánban nagy szerepet játszott. Segédei, a Thalkvesek osztották ki az eső különböző fajtáit. Felesége, Csalcsiutlikve a drágakő ruhájú istennő, a vizek úrnője. Az esőistenhez hasonlóan a tavaszistennek, Sipének (nyugat vörös Tezcatlipocája) is régtől fogva jelentős szerep jutott. A „meggyötört istennek” (aki minden ősszel újra meg újra meghal) egy hadifoglyot áldoztak. Lenyúzták a bőrét, amelyet az áldozatot bemutató pap magára öltött, ezzel jelképezve a természet körforgását. Csikomekoatl, a „Két kígyó” volt a gazdaság alapját jelentő kukorica istennője, a holdat és a csillagokat pedig Koatlikve istennő szülte. Az istenek legtöbbje, mint hírvivőjük, Csak Mool is, minden, az aztékokkal rokon hitvilágban megjelenik; Csak Mool fekvő vagy ülő szoboralakja megtalálható a yucatáni romok között is. Ezek mellett számos termékenység-, növekedés-, gyógyítás-, tűz- és más természetistenség népesítette be az aztékok panteonját.

### Azték pantheon
- Amimitl (tavak és halászok istene)
- Atlakoja (aszályisten)
- Aviateto (öt gyönyöristen csoportja)
  - Makvilkvetzpalin (Öt gyík)
  - Makvilkozkakvautli (Öt keselyű)
  - Makviltocstli (Öt nyúl)
  - Makvilsocsitl (Öt virág, az ötös első számú tagja, játékok, virágok és gyönyörök istene, de aranyeret és nemi betegségeket okoz)
  - Makvilmalinalji (Öt fű)
- Capotlán Tenan (Capotlán anyja, Capotlán város istennője)
- Citzimime (csillagdémonok)
- Csalcsiutlikve (Jadeszoknyás nő, vizek istennője, időjárás egyik vezérlője, szülés és születés védnöke)
- Csikomekoatl (vagy Silonen, Hét kígyó, Csalcsiutlikve megjelenési formája, a kukorica, és általában az étel védnöke)
- Ehekatl (Szél ura, Ketzalkoatl megjelenési formája, az eső hírnöke)
- Ilamatekutli (Idős asszony, öreg istenanya)
- Itzpapalotl (Obszidiánpillangó, az obszidiántőrrel elvégzett áldozatok védnöke, a háború istennője)
- Itzlakoliuki-Iskimilji (Görbe obszidiánkés, fagy és hó, fenyítés és kövezés, vakság istene)
- Jakatekutli (Nagyorr ura, a kereskedők istene)
- Ketzalkóatl (Tollas (vagy Drága-) kígyó, a szél ura, gazdag legendáriummal)
- Kenteotl (az istenek anyja; termékenység)
- Kilaztli (Ilmatekutli egyik megnevezése)
- Koatlikve (Kígyószoknyás nő, hadisten, Vitzilopocstli és még számos isten anyja)
- Kojolsauki (Haragos arcú, holdistennő, Koatlikve egyik leánya)
- Kosolsaukvi (holdistennő)
- Majavel (Magvej istennője, a virágzó magvej[2] védnöke)
- Miktlánszivatl (Miktlán úrnője, Miktlántekutli felesége)
- Miktlántekutli (Miktlán ura, az Alvilág és halál istene)
- Miktekaszivatl (Miktlánszivatl egyik névváltozata)
- Miskoatl, (Felhőkígyó, a vadászat ősi istene, az azték panteonban jövevény, az otomik és csicsimékek első számú istene)
- Nanavatzin (az isten, aki feláldozta magát, hogy a Nap felkelhessen)
- Oktli (a pulque istene)
- Ometeotl (Kettősség istene, Ometekutli és Omeszivatl, vagyis a férfi és a nő egysége)
- Ometekutli (Férfi úr)
- Omeszivatl (Nő úrnő)
- Ometocstli (Két nyúl, a pulqueistenek gyűjtőneve) fontosabb tagjai:
  - Majavel
  - Patekatl
  - Papaztak
  - Tepoztekatl
  - Tomegau
- Sipe-Totek (Nyúzott urunk, a tavasszal újjászülető növények, a keleti égtáj és felkelő Nap istene, az „emberek megnyúzása” ünnepen a feláldozott gladiátorok megnyúzott tetemeit neki adták)
- Siutekutli (Türkiz úr, tűzisten, az uralkodás és idő védnöke)
- Socsipilji (Virágherceg, a lelkek ura, Makvilsocsitl és Szinteotl istenek védnökségeit egyesíti)
- Socsiketzal (Virágketzal, a művészetek, szövés- és kézművesmesterség, valamint a szexualitás istennője)
- Solotl (Kutyaisten, a balszerencse istene)
- Szinteotl (egy kukoricaisten, Toszi gyermeke)
- Szitlalikve (Ilmatekutli egyik megnevezése)
- Szivakoatl (Kígyónő, Ilmatekutli egyik megnevezése, a bábák és a föld egyik istennője)
- Szivateteo (női harcosok és gyermekszülésbe belehalt nők csoportneve)
- Temazkalteszi (Temazkalji istennője, orvosok, bábák, gyógynövények védnöke)
- Teteoinnan (Toszi egyik megnevezése, istenek anyja)
- Tezkatlipoka (Füstös tükör, uralkodók, harcosok és varázslók istene)
- Tezkatzonkatl (Fénylő hajú, a részegek védnöke)
- Tlalji Ijoljo (Toszi egyik megnevezése)
- Tlalok (eső és villámok istene)
- Tlaltekutli (Föld úr, nő és férfi is lehet, az újjászületés istennője)
- Tlavizkalpantekutli (Hajnal ura, a Vénusz bolygó reggeli megjelenésének istene, Ketzalkoatl egyik alakja)
- Tlazolteotl (Koszistennő, a termékenység, a megtisztulás és egyben a piszok istennője)
- Tonakatekutli (Táplálásunk ura, azonos Ometekutlival)
- Tonakaszivatl (Táplálásunk úrnője, azonos Omeszivatl-lal)
- Tonatiu (Nap isten, a Nap és a naptár istene)
- Tonantzin (földistennő)
- Toszi (Nagymama, a régi dolgok és a nyugati égtáj istennője)
- Vevekojotl (Vén prérifarkas, tánc és zene istene)
- Veveteotl (öreg isten, a házitűzhely védnöke)
- Vistoszivatl (Sóistennő, az esőistenek legidősebb nővére)
- Vitzilopocstli, (Déli kolibri, a vadászat istene)

Az istenek tisztelete mellett fennmaradt egyes állatok ősi tisztelete is. Természetfölötti erőt tulajdonítottak a sasnak, ami a harciasság és a fény, a Nap szimbóluma volt. A jaguárban a hatalom és a bátorság jelképét látták, a kígyó vedlése pedig a világ folytonos megújulását és ugyanakkor változandóságát, hullámzó mozgásával pedig a vizet és így a termékenységet jelenítette meg. Az állatalakokat sok kisebb istenség is követte, de akárhogy is gyarapodott számuk, tiszteletük nem csökkent.
Az aztékok teremtésmítoszainak sokféle változata van, amelyek csak a spanyolok közvetítésével hagyományozódtak ránk. A „Historia de los Mexicanos porsus pinturas” szerint az ősistenpár Tonakatekutli és Tonakakivatl négy fiút nemzett: a vörös és fekete Tezkatlipokát, Ketzalkóatlt és Vitzilopocstlit. 600 év elmúltával az istenek elhatározták, hogy bevezetik a rendet és a törvényt, és ezt a feladatot Ketzalkóatlra és Vitzilopocstlira bízták. A kultikus áldozati cselekedetek meghatározott rendben zajlottak le. Az élet fordulópontjait (születés, házasság, halál) ünnepélyesen és sok rítussal ülték meg.
Az aztékok három túlvilági birodalmat ismertek: Miktlan a halottak birodalma, amelyet sötét színekkel írnak le; Tlalokan az esőisten birodalma, ahová a villámsújtottak, a vízbefúltak, a bélpoklosok, a köszvényesek és mindazok kerülnek, akik fertőző betegségben szenvedtek; a Nap háza, ahová a hős harcosok jutnak. Fontos szerepet játszottak a papok, akik a teokrácia élén állva bemutatták az áldozatokat, és sok egyéb teendőik mellett őrködtek a vallásos előírások megtartása felett is.
Az aztékok vallásosságát nemcsak az emberáldozat iszonyatos rítusa határozta meg, hanem bensőségesség is. Imádságaikban mély bűnbánat, az ínséget szenvedők iránti részvét, a vezeklésre való hajlam nyilvánul meg.

## Naptár

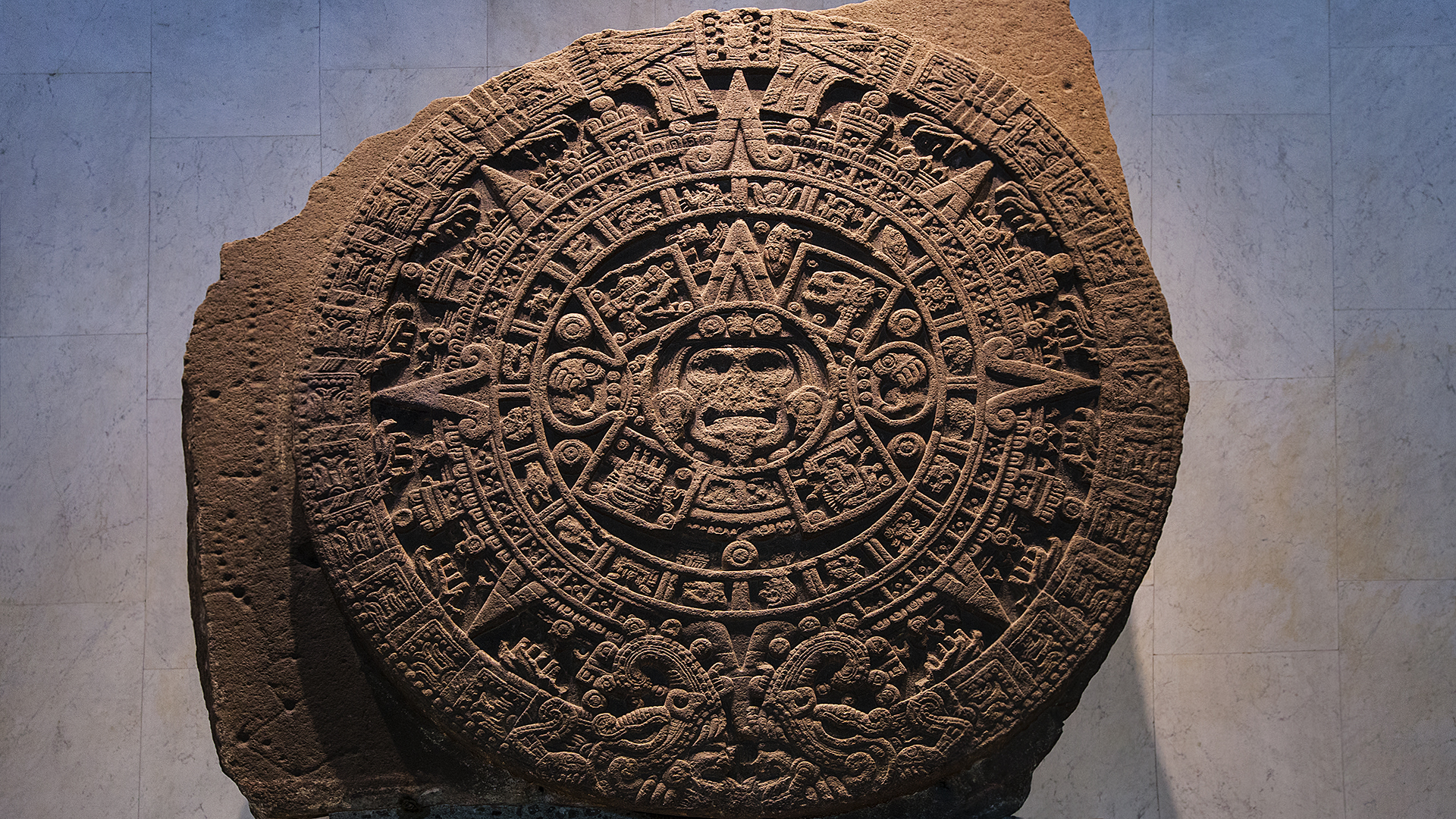
Azték napkő

A hármas naptár mind a vallási, mind a mindennapi életben fontos szerepet játszott. Istenek védnöksége alá helyezett napmegnevezéseik kombinációja 52 éves ciklusban mozgott, ebben a periódusban egyedi napmegjelöléssel. E napneveket használták dátumozásra is.

## Kultúra
Az aztékok hitvilága átfonta életük minden eseményét. Vallásuk korántsem csupán a birodalomépítő küzdőszellem fenntartását biztosította, hanem egységes és átfogó világképet nyújtott a népnek, rugalmassága fejlett társadalmi rendszer kialakítását tette lehetővé. A vallás valójában nem vált külön a törvénykezéstől, inkább a birodalom rendjét szolgálta. A bűn és egyéb kihágások megtorlása, a túlvilági és a mindennapi élet rendje egyszerre tartozott a törvénykezésre és a hitre.
Eredetmítoszuk szerint napistenük, Vitzilopocstli arra utasította őket, ott telepedjenek le, ahol egy különleges jelre bukkannak: egy kaktuszon ülő, kígyót tartó sasmadarat fognak látni. 1325 körül az aztékok
meg is találták a madarat a kígyóval a Teskoko-tó egyik mocsaras szigetén, és a helyszínen megalapították Tenocstitlánt, „a Fügekaktusz helyét”.
Bár vallási szokásaik mai szemmel kegyetlennek és barbárnak tűnnek, erkölcsi normáik roppant szigorúak voltak. Ha valaki eltulajdonított egy darab földet, vagy többet művelt, mint ami járt neki mint családtagnak, vagy túllépett a kiszabott földterület határán, akkor súlyosan, akár halállal is büntethették. A házasságtörés is járhatott fővesztéssel, és hasonlóan bírálták el a részegséget is. Enyhébb esetekben megengedték a katolicizmuséhoz hasonló "vezeklést" és volt "bűnbocsánat", de náluk mindenki csak egyszer indulhatott újra "tiszta lappal". A halál utáni létet is uralta a társadalmi meghatározottság: a dicső harcosok minden további küzdelem nélkül lepkeként vagy kolibriként örülhettek a boldog újjászületésnek; másokra viszont fáradságos és veszélyes út várt a túlvilág különböző szintjein, és arra csak a rangjuknak megfelelő segédeszközöket vihették magukkal.
Képírásos hieroglif írásrendszert használtak, de írott emlékeik nagy részét a spanyolok elpusztították. Naptárrendszerük fejlettebb volt, mint a Gergely-naptár. Ismerték a helyi érzéstelenítést, a narkózist, számos, bonyolult sebészeti beavatkozást, használták a kinint, de az egészségi problémák többségét (akárcsak a kor Európájában) ráolvasásokkal, mágikus gyógyító formulákkal próbálták megoldani.
Vallásos építményeik közül legjelentősebbek a teokallik; a babilonihoz hasonló építészeti formát elődeiktől vették át.
Az egyházat ifjak szolgálták, akiket egy-egy évre elszakítottak családjuktól. A fiúk 18–20, a lányok 12–13 évesek voltak. A fiúk gondoskodtak a szertartásokhoz szükséges tömjénről, tűről, ruházatról, a lányok pedig tisztán tartották a templomot, elkészítették a papoknak szánt, illetve az isteneknek feláldozni kívánt ételeket. Napi feladatuk volt a vezeklés. Az éjféli tömjénégetés után elvonultak egy elhagyott helyre, hogy ott áldozatot mutassanak be. A fiúk obszidián pengével megkarcolták lábikrájukat, a vérrel pedig bekenték halántékukat a fülük aljáig. Ezután egy tóban lemosták magukat. A lányoknak a fülükből kellett vért serkenteniük, és ők nem tóban, hanem a házukban található medencében fürödtek le. Az egyéves szolgálat után az ifjak hazamehettek és megházasodhattak.
A vallási szertartások zenei kíséretét leggyakrabban ütőhangszerekkel biztosították, két legfontosabb ilyenjük az álló dob, az úgynevezett vevetl és a fekvő dob, a teponaztli volt.

## Nyelv
A Birodalom hivatalos nyelve a klasszikus azték nyelv, más néven návatl volt. Az azték inkorporáló (erősen agglutináló) indián nyelv. A spanyol hódítások után majdnem kihalt, jelenlegi változatait elszórtan, megközelítően másfél millióan beszélik, nagy részük kétnyelvűségben a spanyollal. Néhány ezer elszigetelten élő indián csak aztékul tud.

## Az azték civilizáció pusztulása
A királyoktól a legutolsó emberig a birodalom minden lakójának teljes életét áthatotta a spiritualitás. Teremtésmítoszuk szerint előttük már négy birodalom (és az emberiség generációi) létezett, az övék volt az ötödik. Az istenek mind a négy előzőt elsöpörték különböző világkatasztrófákkal, és azt hitték, az övéknek is vége szakad majd egy 52-éves világkorszak végén. Az utolsó ilyen korszakukban ráadásul egy üstökös megjelenése is nyugtalanította a papokat, és 1519-ben egy nagy templomtüzet is baljós jelként értelmeztek.
Hittek egy fehér bőrű, jóságos félistenben Ketzalkóatl néven, aki a régmúltban földművelésre és építészetre tanította a tolték törzseket. A jóslat szerint valahonnan keletről kellett hazatérnie, amerre eredetileg eltűnt; így történt, amikor 1519-ben egy maroknyi spanyol katona és kalandor partra szállt. Francisco López de Gómara (aki sosem járt Mexikóban) 1552-ben írt elbeszélése szerint vezérüket, Hernán Cortést még Moktezuma is a hazatért félistennek vélte, bár számos kutatás ezt tagadja.
Miután Cortés és társai megszállták Tenocstitlánt, úgy döntöttek, hogy az ördögimádó aztékokkal nem tárgyalni kell, hanem tűzzel-vassal át kell őket téríteni a keresztény hitre, és elfoglalták a Nagy Teokalliban Tlalok tornyát. Cortés kitakaríttatta a templomot, oltárt emeltetett benne, az oltár előtt pedig felállították a keresztet és kifüggesztették Szűz Mária képét. Az arany tárgyakat és drágaköveket eltávolították, a falakat virágokkal díszítették.
Ezután Cortés elment a fővárosból. Az aztékok papi testülete helyettesétől, Alvaradótól kért engedélyt, hogy a Nagy Teocalli-ban Huitzilopochtli tiszteletére megrendezhessék az évenként szokásos tömjénáldozat ünnepségét. Alvarado két feltételt szabott: nem áldozhatnak embert, és fegyver nélkül kell megjelenniük. Vagy hatszáz azték vonult fel ünnepelni, a legelőkelőbb nemesi családok tagjai. A fegyvertelen hívőket az ünnepség tetőpontján a spanyolok lerohanták, és mind egy szálig lekaszabolták.
Az alattomos vérfürdő hatására az aztékok fellázadtak. Alvarado a palotában sáncolta el magát Cortés seregének visszatértéig. Az aztékok az elfogott Moctezuma helyetteséül annak egyik fivérét, Kvitlavakot választották, és csaknem szünet nélkül ostromolták a palotát. Cortésnek sikerült áttörnie Alvaradóhoz, de Alvaradóval együtt az ostromgyűrűben rekedt. Többször is kirohant, és mindannyiszor nagy veszteségeket okozott az aztékoknak, azok viszont lerombolták az összes, a palota szigetét a város többi részével összekötő hidat. Moctezuma, aki valószínű továbbra is a visszatért Kvetzalkoatlnak vélte Cortést, békítő beszédet intézett alattvalóihoz, mire a nép megkövezte. II. Moktezuma, az aztékok egykori nagy uralkodója, majd a spanyolok foglya 1520, június 30-án halt meg.
Az uralkodó elvesztése után Cortés kitörésre szánta el magát. Hordozható hidat ácsoltatott, és megpróbálta kihasználni azt, hogy a Napot tisztelő aztékok idegenkedtek az éjjeli harctól. Ez volt a spanyol történelemben a noche triste, azaz "szomorú éjszaka".
A maroknyi spanyolnak a kezdetlegesen felfegyverzett azték harcosok tízezrein kellett keresztültörnie július elseje éjszakáján. Cortést és embereit nem vették észre egészen addig, amíg el nem érték a töltés útját. Ekkor zuhogni kezdett az eső, ami egy időre gyakorlatilag harcképtelenné tette az íjászokat, és a csúszós talaj erősen megnehezítette a spanyolok haladását. A hordozható híd besüppedt a sárba, ahonnan nem tudták többé kiemelni. A szervezett visszavonulás fejvesztett meneküléssé fajult, a hadsereg csoportokra bomlott. Ki gyalog, ki lóháton vetette magát az árokba, hogy elérje a túlsó partot. A zsákmány mind odaveszett. Reggelre a spanyolok mintegy harmada és a szövetséges tlaskalánok negyede-ötöde ért ki a városból, valamennyien kisebb-nagyobb sebekkel. Odaveszett minden tűz- és lőfegyver, az íjak egy része, a lovak többsége.
Nyolc napig tartó csatározások közepette a spanyolok megpróbálták elérni a szövetséges indiánok területét, mígnem 1520. július 8-án az Otumba völgyében nagy, és látszólag minden korábbinál jobban szervezett azték sereg állta útjukat. Cortés maradék húsz lovasával az élen betört az azték sorok közé, átvágta magát a parancsnok gyaloghintójáig, és megölte Cihuacul-t, az aztékok fővezérét. Amikor meglengette annak vezéri jelvényét, az aranyhálót, a túlerőben lévő aztékok fejvesztve menekülni kezdtek; ezután már ekkora sereget soha többé nem tudtak összeszedni. Az Azték Birodalom abban a pillanatban bukott el, amikor Hernán Cortés az aranylobogót meglengette.Cuauhtémoc (az aztékok utolsó uralkodója), ellenállásra buzdította népét, de harca hiábavaló volt.
Cortés elfogta, elvitte magával egy hondurasi expedícióra, és árulással vádolva, Yucatánban felakasztatta egy ceiba fára.